# Kilowaar
In de postzegelhandel bestaat kilowaar uit gebruikte postzegels welke per gewicht worden verkocht.
Vanouds worden gebruikte postzegels ingezameld voor een goed doel, bijvoorbeeld "voor de missie". Ook op kantoren worden soms postzegels ingezameld. Deze worden geveild of verkocht en via de postzegelhandel aan de man gebracht. Ook bij de posterijen werd/wordt kilowaar ingezameld, bijvoorbeeld adreslabels met de opgeplakte postzegels. 